# مهند مبيضين
مهند أحمد مبيضين (1973 -)، شغل منصب وزير الاتصال الحكومي الأردني و الناطق الرسمي للحكومة الأردنية، نائب رئيس الجامعة الأردنية سابقا، أستاذ جامعي، كاتب ومؤرخ وصحفي أردني. وهو كاتب له عامود في جريدة الدستور الأردنية، بشغل منصب مدير عام مركز التوثيق الملكي الهاشمي.

## النشأة والحالة الاجتماعية
ولد في مدينة الكرك، جنوب الأردن عام 1973، أعسر اليد، نشأ وتربى في قرية الثنية ودرس الابتدائية والإعدادية في مدرستها، وانتقل في أواخر الثمانينيات إلى مدرسة قريبة في منطقة المرج، وليتمّ دراسته الثانوية من مدرسة الأمير الحسن عام 1991، التي أدارها وقتها محمد عقلة الرواشده،، ودرس بكالوريوس التاريخ والآثار في جامعة مؤتة وتخرج منها عام 1995. التحق بجامعة آل البيت في مدينة المفرق الأردنية، ودرس الماجستير في التاريخ الإسلامي الحديث، ونال درجته العلمية بتفوق على مستوى الفوجين الأولين منها عام 1999، ثم الدكتوراه في التاريخ العربي الحديث من الجامعة الأردنية عام 2003.
متزوج، وله ستة أولاد، كما وله أربعة أخوة وثلاث شقيقات.

## إعلام
عمل في عدة مجالات ضمن نطاقات الإعلام المختلفة الصحافية والتلفزيونية والمجلات والكتب التوثيقية والمراجعة التاريخية لأعمال درامية.

### الصحافة
كتب في الصحافة الطلابية الفترة بين 1991-1998، في جامعتي مؤتة وآل البيت، وحاز على جائزة أفضل مقالة صحفية جامعية للأعوام 1996-1997، بدأ الكتابة في الصحافة اليومية في جريدة الأسواق العام 1998 ثم في جريدة الرأي الأردنية ومن ثم في جريدة الهلال الاسبوعية (2002-2003). وفي عام 2004 التحق جريدة الغد حيث ساهم في تأسيسها والاشراف على ملاحقها الفكرية والثقافية واعداد الحوارات وتحرير مقالات الرأي وتعليقات القراء. ووثق لأكثر من ثمانين شخصية أردنية، في زاوية «صورة قلمية» والتي كانت تصدر كل أثنين، وجمعت بين رجل الدين والفن والثقافة والسياسة والاقتصاد.
في عام 2010 انتقل إلى جريدة الدستور الأردنية كاتبا وباحثا وما زال حتى اليوم.[بحاجة لمصدر]
بدأ يكتب في الصحافة العربية في 2004 ضمن جريدة الحياة اللندنية، كما كتب بشكل منتظم في جريدة الاقتصادية السعودية بين عامي 2006-2008، وفي مجلة المجلة اللندنية بين عامي 2005-2008، وفي الشرق القطرية عام 2008. واليوم السعودية 2014-2015 والعربي الجديد اللندنية 2016 -الآن.

### التلفزيون
في البرامج التلفزيونية، بدأ ببرنامج الصالون السياسي، على فضائية 7stars بين عامي 2005-2009 وهو برنامج سياسي كان يبث كل خميس، وانتقل بعدها التلفزيون الأردني مقدما لبرنامج «حوار وطن» وهو برنامج حواري عام، غطى معظم محافظات المملكة الأردنية الهاشمية، وبث عام 2011، لينتقل بعدها للعمل في قناة رؤيا الفضائية، مقدما لبرنامج«نبض البلد» بالاشتراك مع زميله محمد الخالدي بين عامي 2012- تموز 2017.ومنذ عام 2019 بدا ببتقديم برامج حوارية على التلفزيون الاردني ومنها برنامج هذا المساء وبرنماج مسارات واستمر في التقديم حتى عام 2023[بحاجة لمصدر]

### المجلات
عمل رئيسا لتحرير محلة أقلام جديدة التي كانت تصدر عن الجامعة الأردنية بين عامي 2010-2015 ومديرا لتحرير عدة مجلات ثقافية وشاملة، وعضوا في هيئات تحرير عديدة، ومنها مجلة أسطور للدراسات التاريخية، الصادرة عن المركز العربي للأبحاث ودراسة السياسات /الدوحة (2016-الآن)، مجلة المقالة عام 2004-2005 ومجلة جامعة فيلادلفيا الثقافية (2008-2009). ومجلة عمان الصادرة عن أمانة عمان (2006-2008) كما عمل رئيسا للجنة الإعلامية للقدس عاصمة الثقافية العربية/ المكتب التنفيذي وزارة الثقافة الأردنية (1/3/2009- 23/8/2009). وهو عضو في العديد من الهيئات الثقافية ومنها رابطة الكتاب الأردنيين ورابطة القلم الدولي وغيرهما.[بحاجة لمصدر]

## العمل الأكاديمي
يشغل مبيضين رتبة أستاذ في التاريخ العربي الحديث في الجامعة الأردنية وقد أنجز مجموعة من الأبحاث العلمية حول التاريخ الثقافي والاجتماعي لتاريخ دمشق في القرن الثامن عشر وفكرة التاريخ وخطاب النهضة والإصلاح، والحركات الإسلامية المعاصرة. قبلها عمل أستاذ مساعدا ومشاركا في التاريخ والحضارة في جامعة فيلادلفيا منذ عام 2004.[بحاجة لمصدر] في عام 2010 أصبح مساعدا لرئيس الجامعة الأردنية ومدير الدائرة الثقافية. ليتم تعينه لاحقا في سبتمبر 2011 قائما بأعمال مدير مكتبة الجامعة الأردنية وبقي حتى أيلول 2016، وبعدها عمل باحثاً زائرا في المركز العربي للأبحاث ودراسة السياسات كباحث زائر أيلول 2016 -آب 2017، ثم التحق في شهر أيلول 2017 أستاذ زائرا في معهد الدوحة.[بحاجة لمصدر]

## إصدارات الكتب والأبحاث
وصدر له من الكتب "أهل القلم في دمشق في النصف الأول من القرن الثامن عشر"(2005) المعهد الفرنسي للشرق الأدنى، دمشق. و"فكرة التاريخ عند العرب في العصر العثماني" (2006)، دار ورد، عمان، و"الفكر السياسي الإسلامي والإصلاح: التجربتان العثمانية والإيرانية"(2008)، بيروت، الدار العربية للعلوم، وثقافة الترفيه والمدينة العربية في الأزمنة الحديثة: دمشق العثمانية"(2009)، بيروت، الدار العربية للعلوم، و"انس الطاعة: السياسة والسلطة والسلطان في الإسلام"،(2012) بيروت، وشارك في تأليف عدد من الكتب ومنها: سيرة ومسيرة، الجامعة الأردنية (1988-2012) مؤلف مشارك، منشورات الجامعة الأردنية في عيدها الخمسين، 2012. و"مر القطار، سكة حديد الحجاز في مائة عام" رواق البلقاء، 2009 (مؤلف مشارك ومدير تنفيذي للمشروع) و"الهوية الوطنية والثقافة الوطنية ودورهما في عملية الإصلاح والتحديث" مركز الثريا، عمان 2009 (مؤلف مشارك).
ومن الأبحاث المنشورة:
- موقف مؤرخي بلاد الشام من حملة إبراهيم باشا (1246-1248هـ/1831-1833م)، مجلة الدارة، المجلد 41، العدد 1، 2014.
- حمام السوق في العصر العثماني: التاريخ والسّرد والتقاليد الدمشقية، مقبول للنشر في مجلة، مؤتة للبحوث والدراسات، ايلول 2014
- الزمان والتاريخ في الكتابة التاريخية العربية، مجلة الكوفة، مجلة علمية محكمة، جامعة الكوفة، السنة الثالثة، العدد 2، ربيع 2014.
- الحركات الإسلامية في الأردن/ ضمن موسوعة الحركات الإسلامية، مركز دراسات الوحدة العربية، بيروت، 2013.
- How the Mamluk Historians Welcomed the Ottomans. World Applied Sciences Journal (WASJ). 30 (12): pp: 1925-1931,2014.IDOSI Publications, 2014.
- الناس والمدينة في العصر العثماني: دمشق في القرن الثامن عشر، مجلة إضافات، العددان 21 و22 خريف وشتاء 2012، المنظمة الجمعية العربية لعلماء الاجتماع، ومركز دراسات الوحدة العربية، بيروت.
- ملاحظات حول تعليم الصبيان في مدينة دمشق في العهد العثماني (922-1337هـ/1516-1918م) المجلة الأردنية للتاريخ والآثار، الجامعة الأردنية، المجلد 6، العدد 2، حزيران، 2012.
- شكوى أهالي محلة الظاهر بيبرس من سوء الأخلاق، المجلة الأردنية للتاريخ والآثار، الجامعة الأردنية، المجلد 6، العدد 1، 2012.
- فتاوى المغيلي مصدرا لتاريخ مملكة سنغاي، بحث مقبول للنشر في المجلة الأردنية في الدراسات الإسلامية، جامعة آل البيت، 2012.
- فتاوى الشيخ محمد الخليلي مصدرا لتاريخ الحياة الزراعية في فلسطين. المؤتمر الدولي التاسع لتارخ بلاد الشام، الجامعة الأردنية، منشورات مركز الوثائق والمخطوطات ودراسات بلاد الشام، الجامعة الأردنية. 2013.
- Aspects of Economic History of Damascus during the First Half of the Eighteenth Century, in:Syria and Bilad al –Sham under Ottoman Rule,(edi) PETER.S.WITH.STEFAN.W

,BRILL, LEIDEN.BOSTON.2010
- تطور الفكر الوحدوي عند محب الدين الخطيب: دراسة في افتتاحيات جريدة العاصمة ومجلة الفتح، مجلة العلوم الإنسانية جامعة البحرين، مقبول للنشر بتاريخ 10/يونيو 2008
- مظاهر من الحياة الاقتصادية في دمشق خلال النصف الأول للقرن الثامن عشر/ مجلة المنارة في جامعة آل البيت، 2008.
- لقاء الآخر وتصوره - التعايش والتجاور في مقابل الصدام

, Alifba, Studi Arabo Islamici e mediterranei, vol. xx – 2006, pp. 105–120.
- ثقافة الترفية والتسلية في مدينة دمشق خلال القرن الثامن عشر، بحث مقبول للنشر في المجلة الأردنية للتاريخ والآثار.(مجلة علمية عالمية محكمة)، العد الأول، المجلد الأول، تشرين الثاني 2007.
- الإمام والأمير والدولة الحادثة: دراسة في التجربة الإصلاحية العربية، محمد بن عبد الوهاب وآل سعود/ مجلة كلية الآداب، جامعة القاهرة، (مجلة علمية محكمة) 2007.
- غير المسلمين ومصادر وثائقهم في دمشق خلال النصف الأول من القرن الثامن عشر الميلادي، مجلة وقائع تاريخية، (مجلة علمية محكمة) مركز البحوث التاريخية، جامعة القاهرة، يناير، 2005.
- أوقاف الأديرة في دمشق خلال النصف الأول من القرن (12 هـ / 18م): نموذج وقف دير مرتقلا في معلولا، بحث مقدم إلى: المؤتمر الدولي حول الأوقاف في بلاد الشام منذ الفتح الإسلامي حتى القرن العشرين، نظمته لجنة تاريخ بلاد الشام. الجامعة الأردنية، 14-16/ايلول 2006م، المجلد الثاني، 2009 منشورات لجنة تاريخ بلاد الشام.
- كتاب وقف سليمان باشا العظم، مجلة المنارة (مجلة علمية محكمة) جامعة آل البيت، كانون ثاني/2003م، المجلد9 العدد1.[بحاجة لمصدر]

## الجوائز والتكريم
نال في عام 2009 بجائزة العلوم الإنسانية، ضمن جائزة عبد الحميد شومان للباحثين العرب الشبان (دورة العام 2009) وبعدها أدار الحفل في عام 2013 كما فاز بمنحة الصندوق العربي للثقافة عام 2009.[بحاجة لمصدر]